# 普拉贝内克
普拉贝内克（法語：Plabennec，法語發音：[plabɛnɛk]）是法国菲尼斯泰尔省的一个市镇，位于该省北部偏西，属于布雷斯特区。

## 地理
普拉贝内克（48°30'7"N, 4°25'34"W）面积50.43 平方千米，位于法国布列塔尼大區菲尼斯泰尔省，该省份为法国最西部的省份，位于布列塔尼半岛西部，北西南三面环大西洋，东临阿摩尔滨海省和莫尔比昂省。
与普拉贝内克接壤的市镇（或旧市镇、城区）包括：洛克布雷瓦莱尔、吉帕瓦、古埃努、凯尔桑普拉贝内克、布朗堡、勒德雷内克、普卢维安。

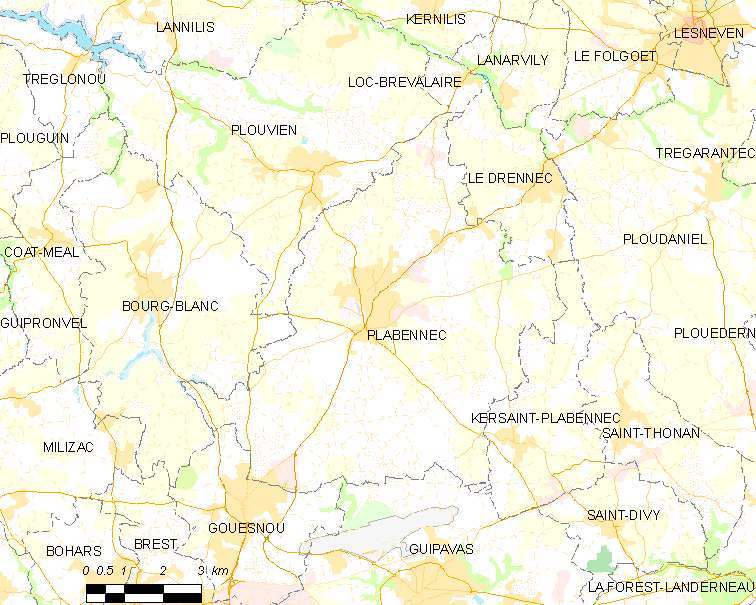
普拉贝内克的OSM定位图

普拉贝内克的时区为UTC+01:00、UTC+02:00（夏令时）。

## 行政
普拉贝内克的邮政编码为29860，INSEE市镇编码为29160。

## 政治
普拉贝内克所属的省级选区为普拉贝内克县。

## 人口

1962-2008年间普拉贝内克人口变化图示

普拉贝内克于2022年1月1日时的人口数量为8633人。